# Tercera División RFEF 2021-22 (Grupo X)
La temporada 2021-22 del Grupo X de la Tercera División RFEF de fútbol comenzó el 11 de septiembre de 2021 y finalizará el 1 de mayo de 2022. Posteriormente se disputará la promoción de ascenso entre el 8 y el 15 de mayo en su fase territorial, y el 22 de mayo en su fase nacional. Durante esta campaña es el quinto nivel de las Ligas de fútbol de España para los clubes de Andalucía Occidental y Ceuta, por debajo de la Segunda División RFEF y por encima de la División de Honor Andaluza y la Preferente de Ceuta. Se trata de la primera edición bajo esta denominación después de la reestructuración de las categorías no profesionales por parte de la RFEF.

## Sistema de competición
Participan diecisiete clubes en un único grupo. Se enfrentan todos contra todos en dos ocasiones -una en campo propio y otra en campo contrario- durante un total de 34 jornadas. El orden de los encuentros se decide por sorteo antes de empezar la competición. La Federación de Fútbol de Andalucía es la responsable de designar las fechas de los partidos y los árbitros de cada encuentro, reservando al equipo local la potestad de fijar el horario exacto de cada encuentro.
Una vez finalizada la competición, el primer clasificado asciende directamente a Segunda División RFEF y se proclama campeón de Tercera RFEF.
Los clasificados entre el segundo y el quinto lugar disputan un Play Off territorial en formato de eliminatorias a partido único en sede neutral. En caso de empate el vencedor de la eliminatoria es el equipo mejor clasificado. El equipo vencedor de este Play Off se clasifica a la Promoción de ascenso a Segunda División RFEF que tiene carácter de final interterritorial.
Los últimos clasificados, por confirmar el número, descienden directamente a División de Honor Andaluza. Hay que tener en cuenta que existe la obligación federativa de conformar la Tercera RFEF para la temporada siguiente, la 2022-2023, en un máximo de 16 equipos; por lo que el número de descensos en esta temporada será proporcional a las necesidades de la Territorial andaluza para ajustarse a ese número de equipos. 
El sistema de competición y las consecuencias clasificatorias fueron aprobadas por la RFEF.

## Ascensos y descensos
Los equipos que mantuvieron la categoría en la última temporada de Tercera División participan en la primera edición de Tercera División RFEF. Las posiciones de descenso indicadas son las absolutas de grupo, no de subgrupos de permanencia.
| Pos. | Ascendido a 2.ª División RFEF |
| ---- | ----------------------------- |
| 1.º  | Xerez Deportivo F.C.          |
| 2.º  | C.D. San Roque de Lepe        |
| 6.º  | A.D. Ceuta F.C.               |

| Pos. | Descendidos de 2.ª División B |
| ---- | ----------------------------- |
| 18.º | R.C. Recreativo               |

| Pos.   | Ascendidos de División de Honor |
| ------ | ------------------------------- |
| 1.º GC | A.D. Cartaya                    |
| 2.º GC | U.D. Tomares                    |

| Pos. | Ascendido de Preferente de Ceuta |
| ---- | -------------------------------- |
| 1.º  | A. D. Ceuta F. C. "B"            |

| Pos. | Descendidos a División de Honor |
| ---- | ------------------------------- |
| 17.º | Castilleja C.F.                 |
| 18.º | Coria C.F.                      |
| 19.º | La Palma C.F.                   |
| 20.º | Arcos C.F.                      |
| 21.º | U.B. Lebrijana                  |

### Cambios de entrenadores
| Equipo | Entrenador (Jornadas) | Fecha de vacante | Tipo de salida | Posición en la tabla | Entrenador entrante | Fecha de nombramiento |
| ------ | --------------------- | ---------------- | -------------- | -------------------- | ------------------- | --------------------- |

## Equipos participantes

### Información sobre los equipos participantes
| Equipo                        | Localidad               | Estadio                              | Fundación | Provincia | Comunidad / Ciudad Autónoma |
| ----------------------------- | ----------------------- | ------------------------------------ | --------- | --------- | --------------------------- |
| Conil C.F.                    | Conil de la Frontera    | José Antonio Pérez Ureba             | 1931      | Cádiz     | Andalucía (zona occidental) |
| U.D. Los Barrios              | Los Barrios             | San Rafael                           | 1993      | Cádiz     | Andalucía (zona occidental) |
| C.D. Rota                     | Rota                    | Alcalde Navarro Flores               | 1952      | Cádiz     | Andalucía (zona occidental) |
| Xerez C.D.                    | Jerez de la Frontera    | de la Juventud                       | 1947      | Cádiz     | Andalucía (zona occidental) |
| C.D. Ciudad de Lucena         | Lucena                  | Ciudad de Lucena                     | 2008      | Córdoba   | Andalucía (zona occidental) |
| Córdoba C.F. "B"              | Córdoba                 | Nuevo Árcangel                       | 1997      | Córdoba   | Andalucía (zona occidental) |
| C.D. Pozoblanco               | Pozoblanco              | Municipal Pozoblanco                 | 1926      | Córdoba   | Andalucía (zona occidental) |
| Salerm Cosmetics Puente Genil | Puente Genil            | Manuel Polinario                     | 1939      | Córdoba   | Andalucía (zona occidental) |
| A.D. Cartaya                  | Cartaya                 | Luis Rodríguez Salvador              | 1957      | Huelva    | Andalucía (zona occidental) |
| R.C. Recreativo               | Huelva                  | Nuevo Colombino                      | 1889      | Huelva    | Andalucía (zona occidental) |
| Atlético Antoniano            | Lebrija                 | Municipal de Lebrija                 | 1964      | Sevilla   | Andalucía (zona occidental) |
| C.D. Cabecense                | Las Cabezas de San Juan | Carlos Marchena                      | 1942      | Sevilla   | Andalucía (zona occidental) |
| C.D. Gerena                   | Gerena                  | José Juan Romero Gil                 | 2006      | Sevilla   | Andalucía (zona occidental) |
| Sevilla F. C. "C"             | Sevilla                 | Ciudad Deportiva José Ramón Cisneros | 2003      | Sevilla   | Andalucía (zona occidental) |
| U.D. Tomares                  | Tomares                 | San Sebastián                        | 1976      | Sevilla   | Andalucía (zona occidental) |
| C.D. Utrera                   | Utrera                  | San Juan Bosco                       | 1946      | Sevilla   | Andalucía (zona occidental) |
| A. D. Ceuta F. C. "B"         | Ceuta                   | Alfonso Murube                       | 2013      | -         | Ceuta                       |

| Antoniano Cabecense Cartaya Ceuta "B" C. Lucena Conil Córdoba "B" Gerena Los Barrios Pozoblanco Rota Recreativo Salerm Puente Genil Sevilla "C" Tomares Utrera Xerez |

### Equipos por provincia
| N.º | Provincia | Equipos                                                                       |
| --- | --------- | ----------------------------------------------------------------------------- |
| 4   | Cádiz     | Conil C.F., U.D. Los Barrios, C.D. Rota y Xerez C.D.                          |
| 1   | Ceuta     | A. D. Ceuta F. C. "B"                                                         |
| 4   | Córdoba   | Ciudad de Lucena, Córdoba "B", Pozoblanco y Salerm Puente Genil               |
| 2   | Huelva    | A.D. Cartaya y R.C. Recreativo                                                |
| 6   | Sevilla   | Atlético Antoniano, Cabecense, Castilleja C.F., Sevilla "C", Tomares y Utrera |

## Clasificación
| Pos. | Equipo                              | Pts. | PJ | G  | E  | P  | GF | GC | Dif. |                                                                 |
| ---- | ----------------------------------- | ---- | -- | -- | -- | -- | -- | -- | ---- | --------------------------------------------------------------- |
| 1    | R. C. Recreativo de Huelva (C, A)   | 77   | 32 | 24 | 5  | 3  | 57 | 20 | +37  | Ascenso a Segunda División RFEF y Copa del Rey                  |
| 2    | C. D. Utrera (A)                    | 67   | 32 | 20 | 7  | 5  | 59 | 26 | +33  | Acceso a Promoción a Segunda División RFEF con Ascenso a 2ªRFEF |
| 3    | Xerez C. D.                         | 62   | 32 | 18 | 8  | 6  | 50 | 24 | +26  | Play-Offs Ascenso a Segunda División RFEF y Copa RFEF           |
| 4    | C. D. Ciudad de Lucena              | 60   | 32 | 18 | 6  | 8  | 45 | 25 | +20  | Acceso a Promoción de Ascenso a Segunda División RFEF           |
| 5    | C. D. Gerena                        | 58   | 32 | 18 | 4  | 10 | 53 | 31 | +22  | Acceso a Promoción de Ascenso a Segunda División RFEF           |
| 6    | Córdoba C. F. "B"                   | 58   | 32 | 17 | 7  | 8  | 54 | 33 | +21  |                                                                 |
| 7    | Salerm Cosmetics Puente Genil F. C. | 45   | 32 | 13 | 6  | 13 | 36 | 41 | −5   |                                                                 |
| 8    | Sevilla F. C. "C"                   | 43   | 32 | 13 | 4  | 15 | 40 | 48 | −8   |                                                                 |
| 9    | A. D. Ceuta F. C. "B"               | 37   | 32 | 9  | 10 | 13 | 26 | 39 | −13  |                                                                 |
| 10   | Conil C. F.                         | 36   | 32 | 10 | 6  | 16 | 30 | 49 | −19  |                                                                 |
| 11   | C. D. Rota                          | 36   | 32 | 9  | 9  | 14 | 31 | 45 | −14  |                                                                 |
| 12   | C. D. Pozoblanco                    | 34   | 32 | 8  | 10 | 14 | 37 | 49 | −12  |                                                                 |
| 13   | Atlético Antoniano                  | 34   | 32 | 8  | 10 | 14 | 29 | 35 | −6   |                                                                 |
| 14   | A. D. Cartaya                       | 33   | 32 | 8  | 9  | 15 | 26 | 30 | −4   |                                                                 |
| 15   | U. D. Tomares (D)                   | 31   | 32 | 9  | 4  | 19 | 27 | 46 | −19  | Descenso a División de Honor                                    |
| 16   | C. D. Cabecense (D)                 | 23   | 32 | 6  | 5  | 21 | 25 | 51 | −26  | Descenso a División de Honor                                    |
| 17   | U. D. Los Barrios (D)               | 23   | 32 | 5  | 8  | 19 | 26 | 59 | −33  | Descenso a División de Honor                                    |

Actualizado a los partidos jugados el 24 de abril de 2022.
 Fuente: Resultados Fútbol

## Tabla de resultados cruzados
| Local \ Visitante                  | ATA | CAB | CAR | CEU | CLU | CON | COR | GER | LOB | POZ | REC | ROT | SPG | SEV | TOM | UTR | XER |
| ---------------------------------- | --- | --- | --- | --- | --- | --- | --- | --- | --- | --- | --- | --- | --- | --- | --- | --- | --- |
| Atlético Antoniano                 | —   | 1–1 | 1–3 | 2–0 | 1–1 | 2–1 | 3–1 | 0–1 | 3–0 | 1–1 | 0–2 | 2–0 | 1–1 | 0–1 | 0–1 | 2–2 | 1–2 |
| C. D. Cabecense                    | 1–2 | —   | 0–0 | 0–1 | 1–2 | 1–2 | 4–3 | 0–3 | 3–0 | 2–1 | 0–1 | 1–1 | 2–0 | 3–0 | 1–0 | 0–1 | 0–5 |
| A. D. Cartaya                      | 0–1 | 2–0 | —   | 2–0 | 0–1 | 1–0 | 0–1 | 1–1 | 1–1 | 0–0 | 0–2 | 4–1 | 2–0 | 0–0 | 0–2 | 1–2 | 1–0 |
| A. D. Ceuta F. C. "B"              | 0–0 | 3–1 | 1–1 | —   | 0–2 | 2–0 | 1–1 | 2–1 | 1–0 | 1–1 | 0–1 | 2–2 | 0–0 | 1–0 | 2–0 | 1–2 | 1–1 |
| C. D. Ciudad de Lucena             | 1–1 | 1–0 | 1–0 | 3–2 | —   | 4–1 | 2–1 | 2–0 | 5–0 | 1–0 | 1–1 | 1–0 | 0–0 | 1–2 | 2–0 | 0–1 | 1–0 |
| Conil C. F.                        | 2–0 | 1–1 | 3–1 | 0–2 | 0–0 | —   | 1–0 | 2–1 | 2–1 | 2–0 | 1–1 | 3–1 | 0–0 | 2–4 | 2–1 | 1–1 | 0–1 |
| Córdoba C. F. "B"                  | 0–0 | 1–0 | 1–0 | 1–1 | 1–0 | 1–0 | —   | 1–0 | 7–1 | 1–0 | 1–1 | 3–1 | 5–3 | 1–0 | 5–1 | 1–2 | 0–0 |
| C. D. Gerena                       | 3–1 | 3–0 | 2–0 | 1–0 | 3–1 | 6–0 | 2–1 | —   | 1–0 | 3–0 | 1–2 | 0–1 | 5–1 | 4–1 | 1–0 | 0–1 | 1–4 |
| U. D. Los Barrios                  | 1–0 | 3–1 | 1–1 | 0–1 | 2–2 | 0–0 | 2–3 | 0–0 | —   | 3–1 | 0–2 | 1–1 | 0–2 | 0–1 | 2–0 | 0–3 | 0–1 |
| C. D. Pozoblanco                   | 2–0 | 1–1 | 2–1 | 1–0 | 0–2 | 3–1 | 0–2 | 3–3 | 1–1 | —   | 1–1 | 3–2 | 1–0 | 1–1 | 1–0 | 3–1 | 1–1 |
| R. C. Recreativo de Huelva         | 1–0 | 3–0 | 1–0 | 2–0 | 1–0 | 2–0 | 1–1 | 2–0 | 2–0 | 3–2 | —   | 3–0 | 2–0 | 3–1 | 1–0 | 1–2 | 3–1 |
| C. D. Rota                         | 2–1 | 1–0 | 1–3 | 1–0 | 1–0 | 2–1 | 1–2 | 0–1 | 3–1 | 3–1 | 0–1 | —   | 1–1 | 0–2 | 1–1 | 1–1 | 0–0 |
| Salerm Cosmetics Puente Genil F.C. | 0–1 | 1–0 | 1–0 | 0–0 | 2–1 | 1–0 | 0–3 | 1–2 | 2–3 | 2–1 | 3–1 | 3–0 | —   | 2–1 | 2–1 | 1–2 | 3–1 |
| Sevilla F. C. "C"                  | 2–1 | 2–1 | 1–0 | 3–0 | 1–2 | 2–0 | 3–4 | 0–2 | 1–1 | 3–0 | 1–4 | 0–1 | 3–2 | —   | 1–0 | 1–3 | 0–1 |
| U. D. Tomares                      | 1–0 | 2–0 | 0–0 | 1–1 | 0–3 | 0–1 | 1–0 | 0–1 | 3–1 | 3–2 | 3–2 | 2–1 | 0–1 | 2–2 | —   | 1–3 | 1–3 |
| C. D. Utrera                       | 0–0 | 3–0 | 0–0 | 4–0 | 0–2 | 4–1 | 1–1 | 3–0 | 3–0 | 3–2 | 1–2 | 1–1 | 0–1 | 4–0 | 1–0 | —   | 4–1 |
| Xerez C. D.                        | 1–1 | 1–0 | 2–1 | 5–0 | 3–0 | 3–0 | 1–0 | 1–1 | 2–1 | 1–1 | 0–2 | 0–0 | 2–0 | 2–0 | 3–0 | 1–0 | —   |

### Máximos goleadores
| Pos. | Jugador         | Equipo                             | Goles |
| ---- | --------------- | ---------------------------------- | ----- |
| 1.º  | Brian           | Salerm Cosmetics Puente Genil F.C. | 18    |
| 2.º  | Diego Talaverón | Sevilla F. C. "C"                  | 17    |
| 3.º  | Antonio Sánchez | C. D. Gerena                       | 13    |
| 4.º  | Rubén Cruz      | C. D. Utrera                       | 12    |
| 5.º  | Adrián Wojcik   | A. D. Cartaya                      | 11    |

## Play Off de Ascenso a Segunda División RFEF
Equipos clasificados
- 4 equipos

| Pos. | Grupo X                |
| ---- | ---------------------- |
| 2.°  | C. D. Utrera           |
| 3.°  | Xerez C. D.            |
| 4.°  | C. D. Ciudad de Lucena |
| 5.°  | C. D. Gerena           |

|  | Semifinales                    | Semifinales       |                        |              | Final              | Final              |  |
|  | 7 de mayo de 2022              | 7 de mayo de 2022 |                        |              | 14 de mayo de 2022 | 14 de mayo de 2022 |  |
|  |                                |                   |                        |              |                    |                    |  |
|  |                                |                   |                        |              |                    |                    |  |
|  | C. D. Utrera                   | 2                 |                        |              |                    |                    |  |
|  | C. D. Utrera                   | 2                 |                        |              |                    |                    |  |
|  | C. D. Gerena                   | 1                 |                        |              |                    |                    |  |
|  | C. D. Gerena                   | 1                 |                        | C. D. Utrera | 1                  |                    |  |
|  |                                |                   |                        | C. D. Utrera | 1                  |                    |  |
|  |                                |                   | C. D. Ciudad de Lucena | 1            |                    |                    |  |
|  | Xerez C. D.                    | 2                 | C. D. Ciudad de Lucena | 1            |                    |                    |  |
|  | Xerez C. D.                    | 2                 |                        |              |                    |                    |  |
|  | C. D. Ciudad de Lucena (t. s.) | 3                 |                        |              |                    |                    |  |
|  | C. D. Ciudad de Lucena (t. s.) | 3                 |                        |              |                    |                    |  |
|  |                                |                   |                        |              |                    |                    |  |

## Clasificado a la Copa del Rey
| Bandera de Andalucía       | Bandera de Andalucía |
| R. C. Recreativo de Huelva | C. D. Utrera         |
| 1.° Grupo                  | 2.° Grupo            |
| -------------------------- | -------------------- |

Nota: Hay posibilidad de que el subcampeón u otro clasificado posterior se clasifique a la Copa del Rey siempre que no sea un equipo filial.